# Ruta Nacional 62 (Colombia)
La Ruta Nacional 62 hace parte del corredor vial nacional de Colombia y conecta la costa Caribe en el golfo de Urabá con los Llanos orientales cerca de Yopal, Casanare. En su calidad de transversal conecta a las troncales de Occidente, Central, Central del Norte y la Carretera Marginal de la Selva en Colombia. Comprende en su recorrido la Troncal de Urabá en el trayecto de 353 km entre Turbo y Medellín, y la Transversal del Carare en el trayecto de 199 km entre Puerto Araujo en Santander y Tunja (Boyacá).

## Transversal del Carare
Este corredor vial secundario del departamento de Santander cubre la ruta Puerto Araujo - Tunja con una longitud de 199 km aunque no todos se encuentran pavimentados. Es uno de los “Corredores Arteriales Complementarios de Competitividad” de alta importancia estratégica para el desarrollo del país.

## Tramos
| Tramo | Inicio                           | Final                                | Distancia (km) |
| ----- | -------------------------------- | ------------------------------------ | -------------- |
| 01    | Turbo (Antioquia)                | Chigorodó (Antioquia)                | 52.34          |
| 02    | Chigorodó (Antioquia)            | Dabeiba (Antioquia)                  | 112.26         |
| 03    | Dabeiba (Antioquia)              | Santa Fe de Antioquia                | 114.43         |
| 04    | Santa Fe de Antioquia            | Medellín                             | 70.93          |
| 05    | Cruce Ruta Nacional 25 (Hatillo) | Cisneros (Antioquia)                 | 55.19          |
| 06    | Cisneros (Antioquia)             | Puerto Berrío Cruce Ruta Nacional 45 | 114.03         |
| 07    | Cruce Puerto Araujo              | Landázuri                            | 62.39          |
| 08    | Landázuri                        | Barbosa (Santander)                  | 70.43          |
| 09    | Barbosa (Santander)              | Tunja                                | 63.12          |
| 10    | Cruce Ruta Nacional 55 Duitama   | La Ye                                | 3.9            |
| 11    | Sogamoso                         | Aguazul                              | 116            |

## Ramales
| Ramal    | Descripción                 |
| -------- | --------------------------- |
| 62 BY 05 | La Ye - Tibasosa - Sogamoso |

## Variantes y pasos
| Variante/Paso | Descripción         |
| ------------- | ------------------- |
| 62 ST A       | Variante de Barbosa |

## Peajes
- El Crucero: Vía Sogamoso-Yopal (km 8 + 900)
- Arcabuco: Vía Barbosa-Tunja (km 27 + 650)
- Puerto Berrio: Vía Cisneros-Puerto Berrio (km 85)
- Cisneros: Vía Cisneros-Puerto Berrio (km 3)
- San Cristóbal: Vía Santa Fe de Antioquia-Medellín
  - Dirección oriente-occidente (km 39 + 600)
  - Dirección occidente-oriente (km 44 + 800).

## Mantenimiento
El mantenimiento y mejoramiento de esta vía está a cargo del Instituto Nacional de Vías. En agosto de 2008 se abrió la convocatoria para esta tarea, que dispone de cerca de 400 millones de pesos para su ejecución. Adicional a esto, para los próximos 5 años se tiene proyectado invertir 105.700 millones en esta vía